# Anacis ignifera
Anacis ignifera är en stekelart som beskrevs av Porter 2003. Anacis ignifera ingår i släktet Anacis och familjen brokparasitsteklar. Inga underarter finns listade i Catalogue of Life.